# Nederländernas Grand Prix 1977
Nederländernas Grand Prix 1977 var det trettonde av 17 lopp ingående i formel 1-VM 1977.  

## Resultat
1. Niki Lauda, Ferrari, 9 poäng
2. Jacques Laffite, Ligier-Matra, 6
3. Jody Scheckter, Wolf-Ford, 4
4. Emerson Fittipaldi, Fittipaldi-Ford, 3
5. Patrick Tambay, Theodore (Ensign-Ford) (varv 73, bränslebrist), 2
6. Carlos Reutemann, Ferrari, 1
7. Hans-Joachim Stuck, Brabham-Alfa Romeo
8. Hans Binder, ATS (Penske-Ford)
9. Brett Lunger, BS Fabrications (McLaren-Ford)
10. Ian Scheckter, March-Ford
11. Alex Ribeiro, March-Ford
12. Vittorio Brambilla, Surtees-Ford (67, olycka)
13. Riccardo Patrese, Shadow-Ford (67, motor)

### Förare som bröt loppet
- Jean-Pierre Jabouille, Renault (varv 39, upphängning)
- Gunnar Nilsson, Lotus-Ford (34, olycka)
- Alan Jones, Shadow-Ford (32, motor)
- Patrick Depailler, Tyrrell-Ford (31, motor)
- Ronnie Peterson, Tyrrell-Ford (18, tändning)
- Clay Regazzoni, Ensign-Ford (17, gasspjäll)
- Mario Andretti, Lotus-Ford (14, motor)
- Rupert Keegan, Hesketh-Ford (8, olycka)
- James Hunt, McLaren-Ford (5, olycka)
- Jean-Pierre Jarier, ATS (Penske-Ford) (4, tändning)
- John Watson, Brabham-Alfa Romeo (2, oljeläcka)
- Jochen Mass, McLaren-Ford (0, olycka)

### Förare som diskvalificerades
- Brian Henton, Boro-Ford (varv 52, tog emot extern hjälp)

### Förare som ej kvalificerade sig
- Patrick Nève, Williams (March-Ford)
- Arturo Merzario, Merzario (March-Ford)
- Vern Schuppan, Surtees-Ford
- Ian Ashley, Hesketh-Ford
- Boy Hayje, RAM (March-Ford)
- Hector Rebaque, Hesketh-Ford
- Teddy Pilette, BRM
- Michael Bleekemolen, RAM (March-Ford)

## Bildgalleri

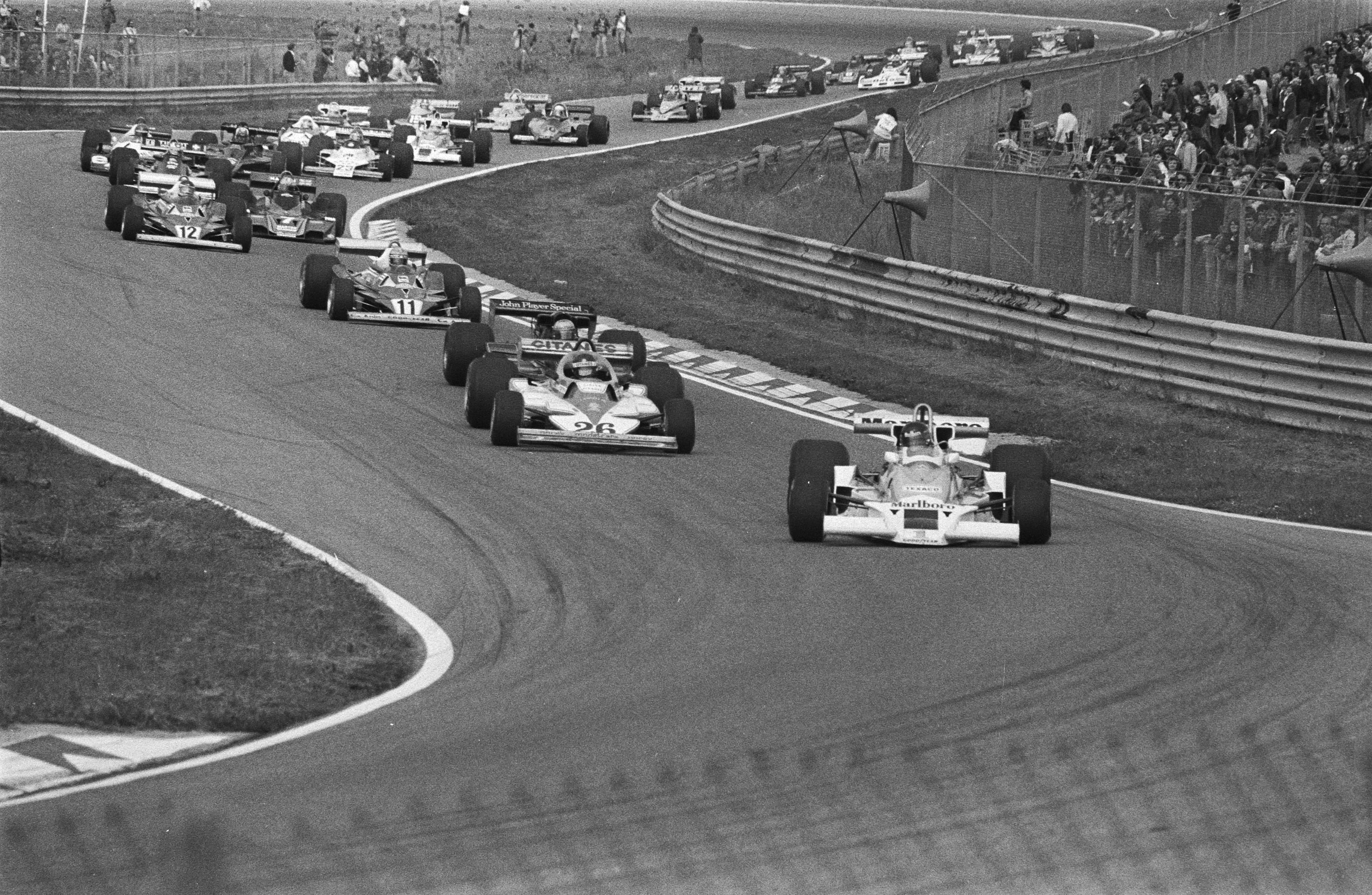
Första varvet, James Hunt i ledning före Jacques Laffite och Mario Andretti.
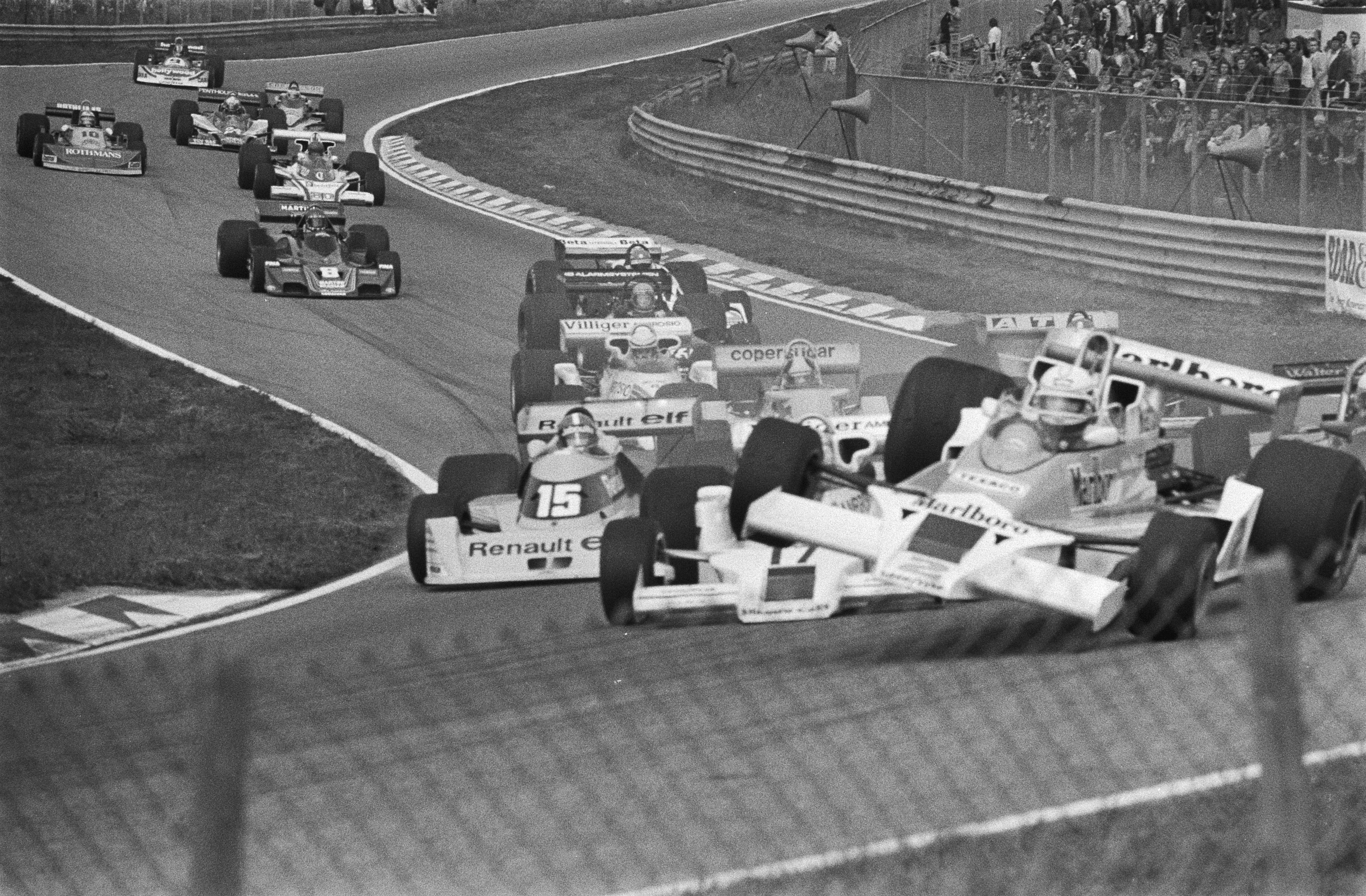
Krasch mellan Alan Jones och Jochen Mass i ett tidigt skede av loppet.
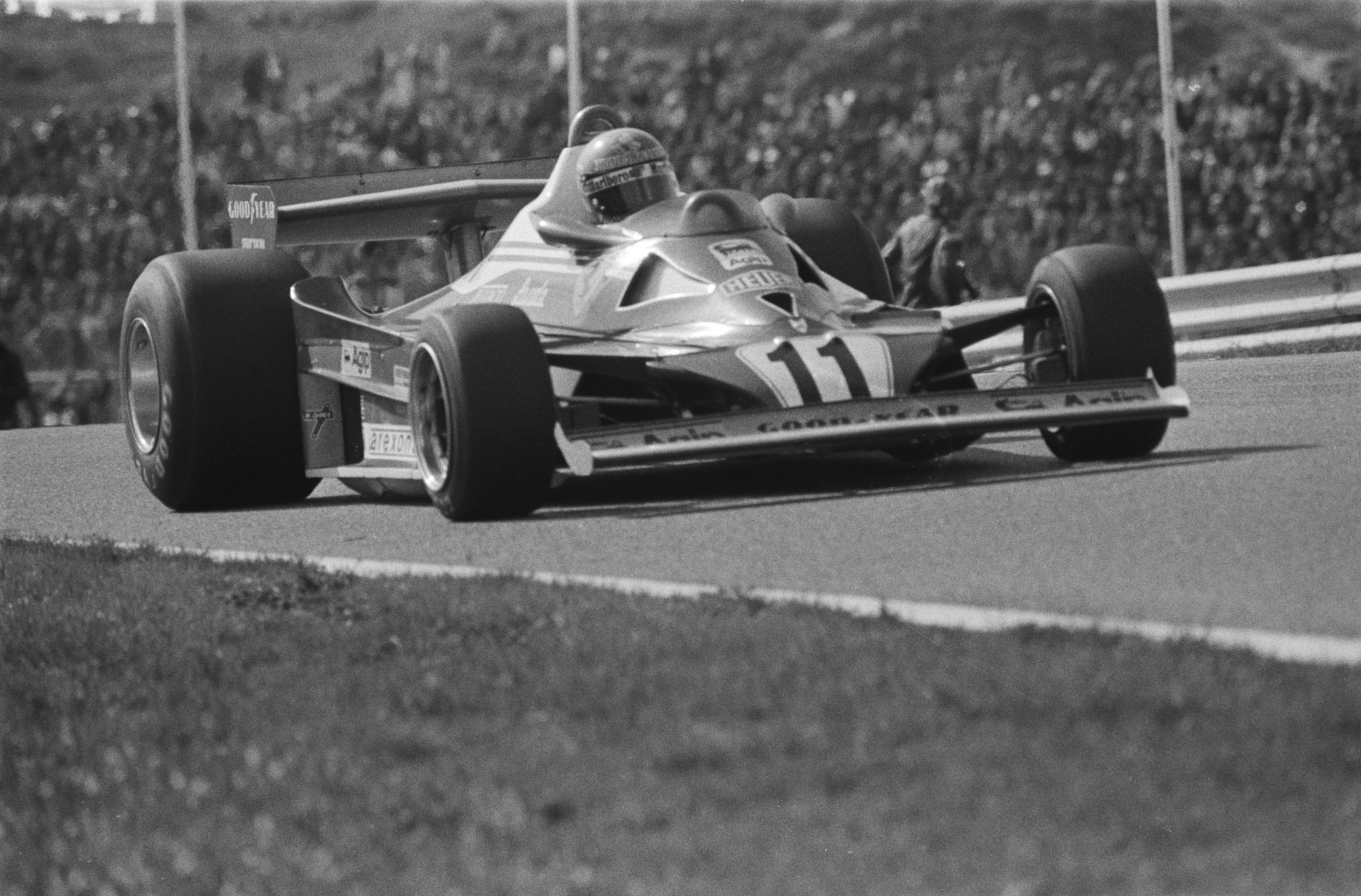
Niki Lauda i sin Ferrari 312T.
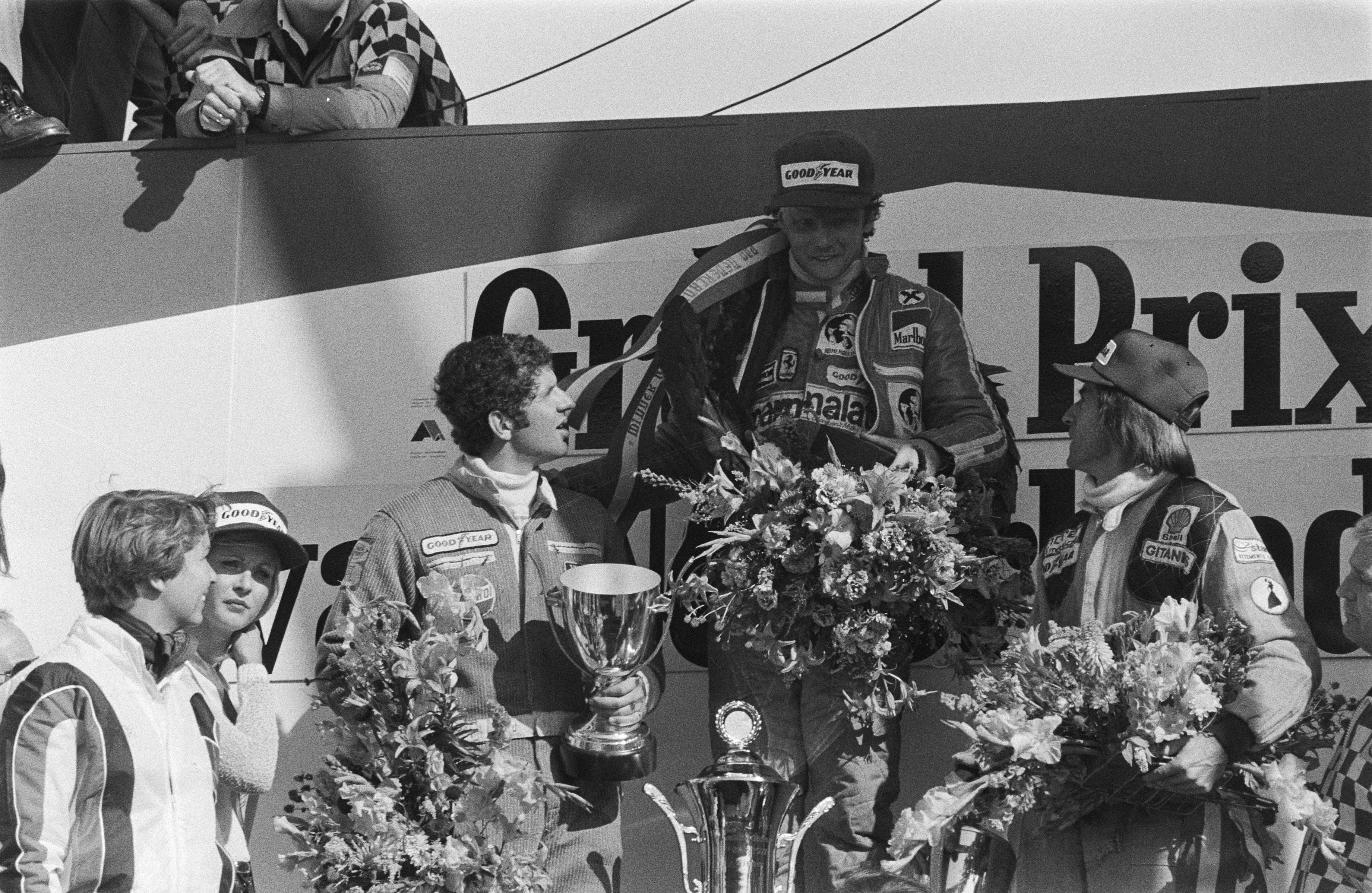
Niki Lauda, Jacques Laffite och Jody Scheckter på prispallen.